# Gábor Torma
Gábor Torma (ur. 1 sierpnia 1976 w Dunaújváros) – węgierski piłkarz grający na pozycji napastnika. Był reprezentantem Węgier.

## Kariera klubowa
Swoją karierę piłkarską Torma rozpoczął w klubie Dunaferr SE z rodzinnego miasta Dunaújváros. W 1992 roku awansował do pierwszego zespołu i w sezonie 1992/1993 zadebiutował w jego barwach w drugiej lidze węgierskiej. Zawodnikiem Dunaferr był do końca sezonu 1993/1994.
Latem 1994 Torma przeszedł do belgijskiego Cercle Brugge. Swój debiut w klubie z Brugii zaliczył 20 sierpnia 1994 w zwycięskim 2:1 domowym spotkaniu z Anderlechtem. W Cercle Brugge grał do końca sezonu 1996/1997, w którym klub ten spadł z pierwszej do drugiej ligi.
Latem 1997 Torma został piłkarzem Rody JC Kerkrade. W niej zadebiutował 24 sierpnia 1997 w przegranym 1:3 wyjazdowym meczu z SBV Vitesse. W sezonie 1999/2000 zdobył z Rodą Puchar Holandii. W Rodzie grał do końca sezonu 2000/2001.
W lipcu 2001 Torma przeszedł do FC Groningen. Swój debiut w nim zanotował 18 sierpnia 2001 w zremisowanym 2:2 domowym spotkaniu z PSV. W Groningen grał przez rok, po czym w 2002 roku odszedł do drugoligowego ADO Den Haag, z którym w sezonie 2002/2003 wywalczył awans do Eredivisie.
Latem 2003 Torma został zawodnikiem RKC Waalwijk. Swój debiut w nim zaliczył 16 sierpnia 2003 w wygranym 1:0 domowym meczu z ADO Den Haag. W RKC spędził rok.
Latem 2004 Torma przeszedł do cypryjskiego AEL Limassol. Po pół roku gry na Cyprze wrócił na Węgry i został piłkarzem klubu Zalaegerszegi TE FC. Zadebiutował w nim 27 kwietnia 2005 w zwycięskim 2:0 domowym meczu z Nyíregyháza Spartacus FC. W Zalaegerszegi spędził pół sezonu.
W lipcu 2005 Torma trafił do Rákospalotai EAC. Swój debiut w nim zanotował 30 lipca 2005 w przegranym 1:@ domowym spotkaniu z MTK Budapest FC. W sezonie 2008/2009 spadł z Rákospalotai do drugiej ligi, a w 2011 roku zakończył w nim swoją karierę.
| Sezon   | Klub                | Kraj     | Rozgrywki                 | Mecze | Gole |
| ------- | ------------------- | -------- | ------------------------- | ----- | ---- |
| 1992/93 | Dunaferr SE         | Węgry    | NB II                     | 24    | 8    |
| 1993/94 | Dunaferr SE         | Węgry    | NB II                     | 0     | 0    |
| 1994/95 | Cercle Brugge       | Belgia   | Eerste klasse             | 21    | 3    |
| 1995/96 | Cercle Brugge       | Belgia   | Eerste klasse             | 20    | 6    |
| 1996/97 | Cercle Brugge       | Belgia   | Eerste klasse             | 33    | 18   |
| 1997/98 | Roda JC Kerkrade    | Holandia | Eredivisie                | 19    | 5    |
| 1998/99 | Roda JC Kerkrade    | Holandia | Eredivisie                | 18    | 2    |
| 1999/00 | Roda JC Kerkrade    | Holandia | Eredivisie                | 4     | 2    |
| 2000/01 | Roda JC Kerkrade    | Holandia | Eredivisie                | 11    | 1    |
| 2001/02 | FC Groningen        | Holandia | Eredivisie                | 4     | 0    |
| 2002/03 | ADO Den Haag        | Holandia | Eerste divisie            | 12    | 5    |
| 2003/04 | RKC Waalwijk        | Holandia | Eredivisie                | 9     | 0    |
| 2004/05 | AEL Limassol        | Cypr     | Protathlima A’ Kategorias | 7     | 2    |
| 2004/05 | Zalaegerszegi TE FC | Węgry    | NB I                      | 7     | 0    |
| 2005/06 | Rákospalotai EAC    | Węgry    | NB I                      | 24    | 4    |
| 2006/07 | Rákospalotai EAC    | Węgry    | NB I                      | 29    | 15   |
| 2007/08 | Rákospalotai EAC    | Węgry    | NB I                      | 26    | 11   |
| 2008/09 | Rákospalotai EAC    | Węgry    | NB I                      | 20    | 6    |
| 2009/10 | Rákospalotai EAC    | Węgry    | NB II                     | 24    | 12   |
| 2010/11 | Rákospalotai EAC    | Węgry    | NB II                     | 7     | 2    |

## Kariera reprezentacyjna
W reprezentacji Węgier Torma zadebiutował 1 czerwca 1996 w przegranym 0:2 towarzyskim meczu z Włochami, rozegranym w Budapeszcie. W swojej karierze grał w eliminacjach do MŚ 1998. Od 1996 do 1997 rozegrał w kadrze narodowej 7 meczów.